# Don Brash

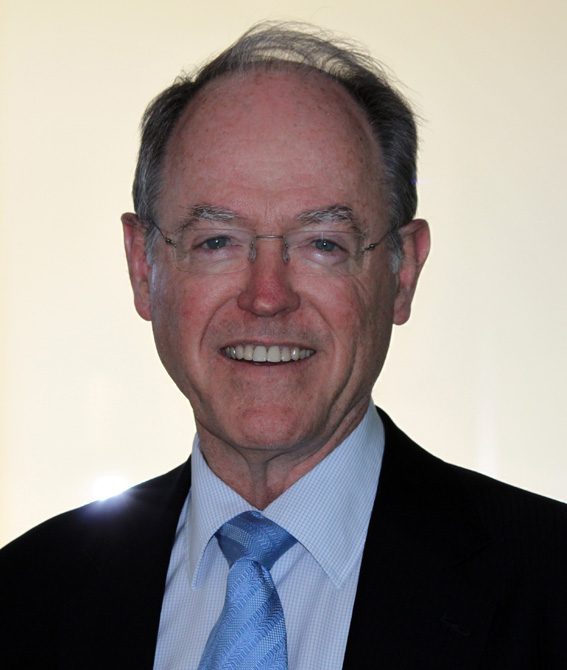
Don Brash (2011)

Donald Thomas Brash (* 24. September 1940 in Whanganui) ist ein neuseeländischer Politiker. Er war bis 2006 der Vorsitzende der New Zealand National Party und Oppositionsführer im neuseeländischen Repräsentantenhaus. Sein Nachfolger wurde John Key.
Brash studierte an der University of Canterbury Wirtschaftswissenschaften, Geschichte und Politikwissenschaften und promovierte an der Australian National University mit einer Arbeit über amerikanische Investitionen in der australischen Industrie. Von 1966 bis 1971 arbeitete Brash für die Weltbank und war danach Vorstand mehrerer neuseeländischer Unternehmen und Behörden. 1988 wurde er Gouverneur der neuseeländischen Zentralbank und blieb dies bis zu seiner Wahl ins neuseeländische Repräsentantenhaus im Jahr 2002.
Dort fungierte er zuerst als finanzpolitischer Sprecher der National Party und wurde 2003 zu deren Vorsitzenden gewählt. Die Parlamentswahlen 2005 verlor er gegen die Koalition unter Premierministerin Helen Clark.
Brash wechselte die Partei und wurde am 30. April 2011 Parteivorsitzender der Partei ACT New Zealand. Am 26. November 2011 gab er den Vorsitz ab, weil seine Partei nicht genug Stimmen in der Parlamentswahl 2011 gewonnen hat.